# Xã Coon, Quận Buena Vista, Iowa
Xã Coon (tiếng Anh: Coon Township) là một xã thuộc quận Buena Vista, tiểu bang Iowa, Hoa Kỳ. Năm 2010, dân số của xã này là 172 người.